# بیاجو پلیگرا
بیاجو پلیگرا (ایتالیایی: Biagio Pelligra؛ زادهٔ ۲۴ ژوئن ۱۹۳۷) بازیگر اهل ایتالیا است.
از فیلم‌ها یا برنامه‌های تلویزیونی که وی در آن نقش داشته‌است می‌توان به از دیدار مجدد شما خوشحالم، آلونسانفان، کماندوها اشاره کرد.